# Nikolaikirche (Reutlingen)

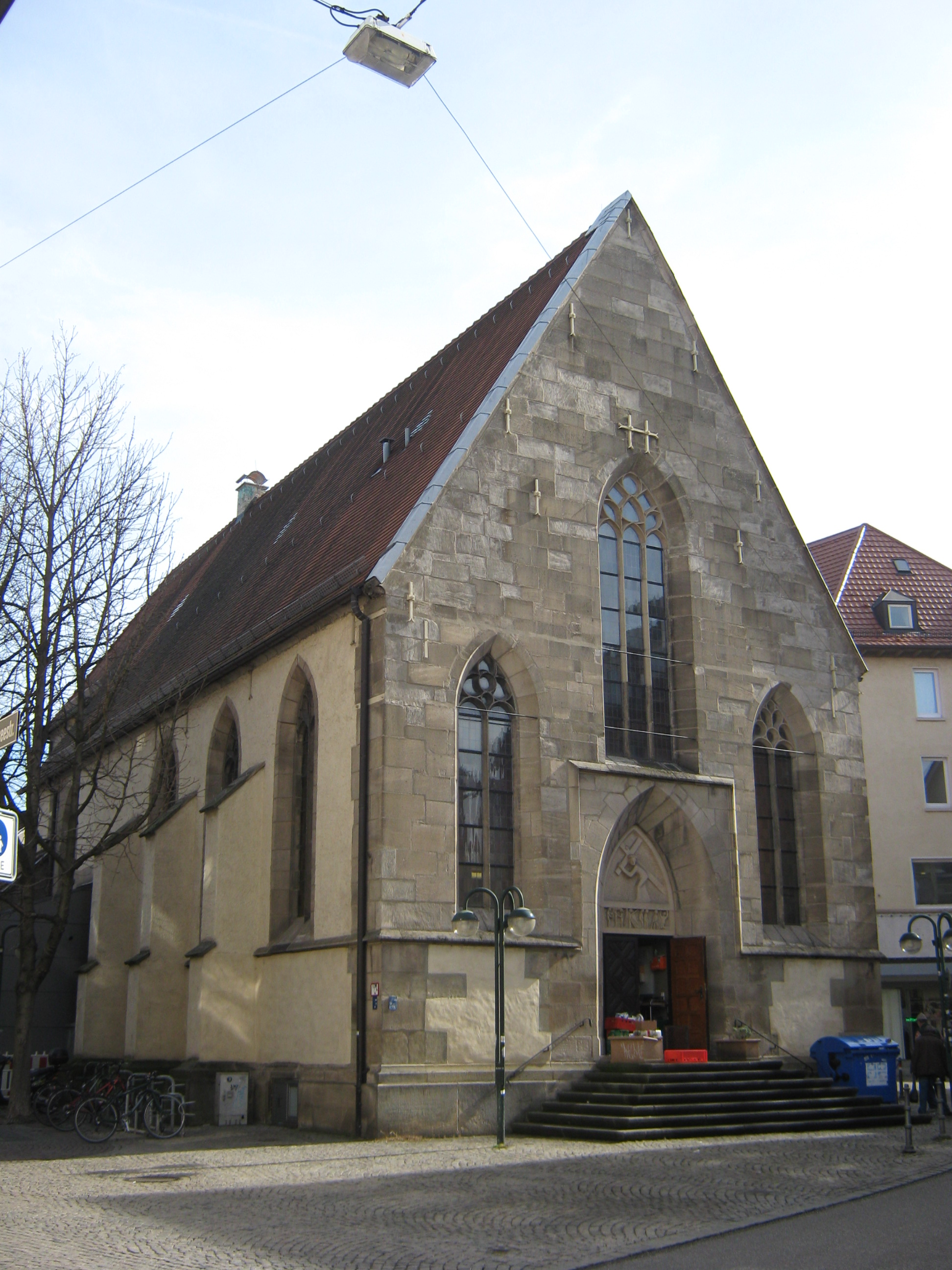
Nikolaikirche Reutlingen Westansicht von der Federnseestrasse

Die Nikolaikirche ist ein Kirchengebäude in Reutlingen am Nikolaiplatz/Wilhelmstraße.

## Geschichte
Die Reutlinger Nikolaikirche wurde 1358 erbaut als Dank- und Sühnezeichen nach der großen Pest von 1348. Erbaut wurde sie wahrscheinlich von dem Baumeister Peter von Reutlingen, der wohl auch die Sakristei der Marienkirche errichtet hat.
Reutlinger Zünfte ließen die Kapelle dem Heiligen Nikolaus weihen. Dieser gilt als Schutzherr der Seeleute und Reisenden, nimmt sich der Armen in der Fremde an und gilt als Kinderfreund. Als solcher ist er an der Außenwand des Chores der Nikolaikirche in einer 1914 geschaffenen Skulptur dargestellt.
Das einschneidendste Ereignis Reutlingens, den verheerenden Stadtbrand 1726, überstand die Nikolaikirche fast unversehrt. Obwohl der Brand in der Nähe ausgebrochen war und vier Fünftel der Innenstadt vernichtete, blieb die Nikolaikirche in einem Kreis von Schutthaufen fast unbeschädigt. Lediglich das Dach und der Glockenstuhl waren zerstört.
Da auch die Marienkirche dem Brand zum Opfer gefallen war, diente die Nikolaikirche den Reutlingern zunächst als Hauptkirche. Statt mit den zerstörten Glocken wurde mit der Trommel zum Gottesdienst gerufen. Alljährlich erinnerte am 23. September eine „Brandpredigt“ an die Feuersbrunst.
Nachdem die Marienkirche wieder aufgebaut war, blieb die Nikolaikirche ohne Gebrauch und diente bis 1823 als Warenlager. Auf königlichen Wunsch wurde die Nikolaikirche 1823 der wachsenden katholischen Pfarrgemeinde überlassen. Mit der Weihe der St.-Wolfgang-Kirche kam die Nikolaikirche 1910 in den Besitz der Evangelischen Gesamtkirchengemeinde, der sie noch heute gehört.
Beim Bombenangriff Anfang 1945 brannte die Nikolaikirche völlig aus, wurde jedoch wiederaufgebaut und steht seit Oktober 1950 wieder in gottesdienstlichem Gebrauch. Vor den Neubauten der Kreuz- und Auferstehungskirche (1957 eingeweiht) entlastete sie als zusätzliche Gottesdienststätte der evangelischen Bevölkerung die Marienkirche. Bis 1973 wurden hier regelmäßig Kindergottesdienste gefeiert. Während der Innenrenovierung der Marienkirche 1985–1987 diente die Nikolaikirche der Marienkirchengemeinde als Ersatzkirche. Die Frühgottesdienste fanden hier bis 2001 statt.
Seit dem „Missionarischen Jahr“ 1980 nutzte die Jugend die kleine Kirche an der Fußgängerzone für ihre Angebote „Nikolaitreff“ und „FlaminGo-Jugendgottesdienst“; letzterer findet aus Raumgründen inzwischen im Matthäus-Alber-Haus statt.
Bis 1991 war die griechisch-orthodoxe Gemeinde in der Nikolaikirche zu Gast. Als monatlicher Gottesdienstort diente sie bis 2005 für Lobpreisgottesdienste, Gottesdienste der Berneuchener Bewegung und der SELK sowie für besondere Gottesdienste.
Seit 1998 beherbergt die Nikolaikirche im Januar und Februar die Reutlinger Vesperkirche, die dort jedes Jahr fünf Wochen lang Essen an Bedürftige und Solidaresser ausgibt. Das Angebot wird täglich von über 300 Menschen wahrgenommen.
Im Juni 2005 haben die evangelische und katholische Gesamtkirchengemeinde in der Nikolaikirche die „Citykirche Reutlingen“ gestartet. Mit der Citykirche steht den Menschen seitdem direkt in der Innenstadt ein Begegnungsort offen, an dem die Kirchen mit den Angeboten Gespräch, Information, Seelsorge, Atempause und Veranstaltungen ein Zeichen für die Gastfreundschaft Gottes setzen.
Als Ort für besondere ökumenische Gottesdienste wird die Nikolaikirche weiterhin genutzt. Jeden zweiten Samstag im Monat findet der ökumenische Gehörlosengottesdienst der Gesamtkirchengemeinden statt.

## Künstlerische Gestaltung

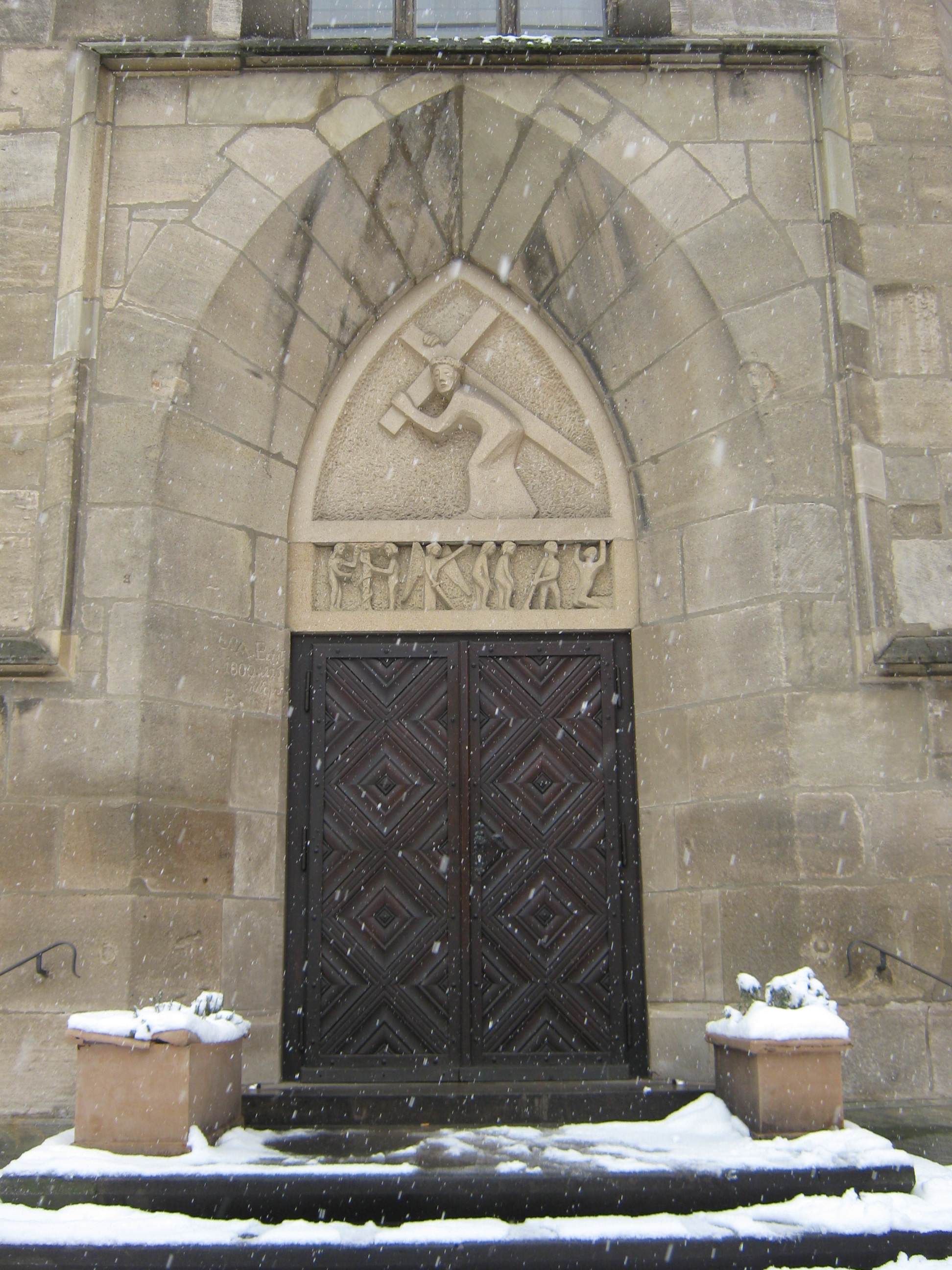
Das Westportal der Nikolaikirche Reutlingen mit Relief im Tympanon von Ulrich Henn

### Kanzel
Das Relief zeigt ein Werk des Bildhauers Ulrich Henn von 1957: die Sintflut mit Arche und Regenbogen um Noah geordnet.
Relief über dem Südeingang: Christus, der die Kinder annimmt.

### Chorfenster
Die 1962 eingesetzten farbigen Glasfenster des Stuttgarter Kunstmalers Christian Oehler thematisieren Eckpunkte der Christologie, der Lehre von Jesus Christus. Das linke Chorfenster erläutert unter dem Motto „Der Verheißene“ vier alttestamentliche Motive: der Menschensohn (Daniel 7, 13–14), die Sternenverheißung Abrahams (1. Mose 15, 1–6), die eherne Schlange (4. Mose 21), die drei Männer im Feuerofen (Daniel 3). Das Mittelfenster erläutert unter dem Thema „Der Gekommene“ drei Szenen aus dem Leben Jesu (Heilung des Blinden, Abendmahl und Auferstehung). Das rechte Chorfenster erläutert unter der Überschrift „Der Wiederkommende“ die Endzeit der Welt und den Anbruch des Reiches Gottes (Der verklärte Menschensohn Offb. 1; Streit des Engels Michael mit dem Drachen Offb. 12, 7–12, das Jüngste Gericht Offb. 20, 11–15).

### Schlussstein

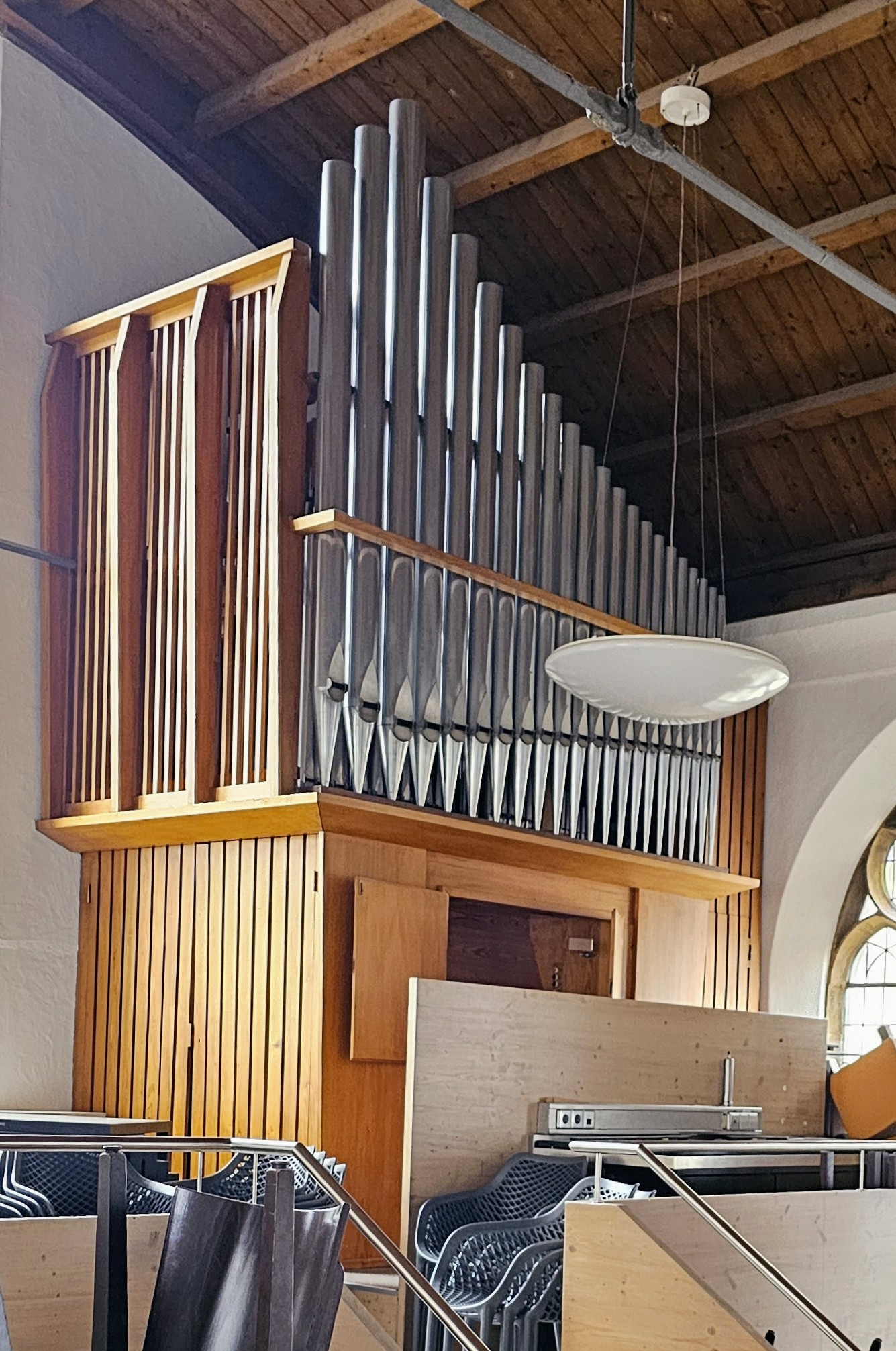
Orgel

Die Plastik im Tympanon des Westportals (= Bogenfeld über dem Türsturz) von Ulrich Henn thematisiert „des Menschen Elend“. Die Idee: Der Mensch sucht sein Leben selbst zu bestimmen (Adam und Eva), was in Selbstsucht, Schuld und Verdrängen führt (Kain, der seinen Bruder Abel tötet). Aus dieser Schuld heraus führt Christus, dieser blickt aus dem gotischen Bogen heraus den Menschen an.

### Orgel
Die Orgel auf der Empore wurde 1958 von Orgelbau Friedrich Weigle erbaut. Sie verfügt über 9 Register auf zwei Manualen und Pedal.